# Saint-Léonard-d'Aston
Saint-Léonard-d'Aston è un comune del Canada, situato nella provincia del Québec, nella regione di Centre-du-Québec.